# Podotheca
Podotheca là một chi thực vật có hoa trong họ Cúc (Asteraceae).

## Loài
Chi Podotheca gồm các loài: